# Julija Baschmanowa
Julija Baschmanowa (kasachisch Юлия Башманова, ukrainisch Юлія Башманова; * 4. März 1995) ist eine kasachische Hürdenläuferin ukrainischer Herkunft, die sich auf die 100-Meter-Distanz spezialisiert hat und seit Dezember 2022 für Kasachstan startberechtigt ist.

## Sportliche Laufbahn
Erste Erfahrungen bei internationalen Meisterschaften sammelte Julija Baschmanowa im Jahr 2014, als sie bei den Juniorenweltmeisterschaften in Eugene für die Ukraine mit 13,63 s im Halbfinale ausschied. 2023 belegte sie bei den Hallenasienmeisterschaften in Astana in 8,25 s den sechsten Platz im 60-Meter-Hürdenlauf. Im Juli kam sie bei den Freiluftmeisterschaften in Bangkok mit 14,17 s nicht über den Vorlauf über 100 m Hürden hinaus und wurde mit der 4-mal-100-Meter-Staffel im Finale disqualifiziert. Ende September verpasste sie bei den Asienspielen in Hangzhou mit 13,74 s den Finaleinzug. Im Jahr darauf belegte sie bei den Hallenasienmeisterschaften in Teheran in 8,35 s den sechsten Platz über 60 m Hürden und 2025 verpasste sie bei den Asienmeisterschaften in Gumi mit 13,67 s den Finaleinzug über 100 m Hürden.
In den Jahren 2023 und 2024 wurde Baschmanowa kasachische Hallenmeisterin im 60-Meter-Hürdenlauf und 2024 wurde sie Landesmeisterin im 100-Meter-Hürdenlauf.

## Persönliche Bestzeiten
- 100 m Hürden: 13,61 s (0,0 m/s), 26. Juni 2022 in Almaty
  - 60 m Hürden (Halle): 8,25 s, 12. Februar 2023 in Astana